# Jean-Paul Lecanu
Pour les articles homonymes, voir Lecanu.
Jean-Paul Lecanu, né le 24 février 1947 à Équeurdreville et mort le 26 août 2014 à Cherbourg-Octeville, est un footballeur français.

## Biographie
Jean-Paul Lecanu joue trois saisons au Stade de Malherbe Caen entre 1970 et 1973, lorsque le club évoluait en championnat de France de football D2, avant de devenir cheminot.
Il est le père de l'animatrice de télévision Flavie Flament,.

## Carrière
| Saison                | Club                  | Championnat           | Championnat | Championnat | Coupe(s) nationale(s) | Coupe(s) nationale(s) | Total | Total |
| Saison                | Club                  | Division              | M.          | B.          | M.                    | B.                    | M.    | B.    |
| 1970-1971             | SM Caen               | Division 2 (groupe B) | 21          | 1           | -                     | -                     | 21    | 1     |
| 1971-1972             | SM Caen               | Division 2 (groupe A) | 25          | 1           | -                     | -                     | 25    | 1     |
| 1972-1973             | SM Caen               | Division 2 (groupe A) | 6           | 0           | 1                     | 0                     | 7     | 0     |
| Total sur la carrière | Total sur la carrière | Total sur la carrière | 52          | 2           | 1                     | 0                     | 53    | 2     |